# Majella
La Majella  (se prononce Maiella) est un massif des Apennins, dans la région des Abruzzes, au centre-est de l'Italie. Il est situé à cheval sur les provinces de L'Aquila, Chieti et Pescara.

## Toponymie
Maiella est la graphie italienne contemporaine usuelle, le « j » n'étant qu'une variation orthographique à l'ancienne de la lettre « i », utilisé  notamment dans les noms de quelques localités).

## Géographie
Le plus haut sommet du massif est le mont Amaro, avec 2 793 mètres d'altitude. Le massif de la Majella est situé dans le parc national de la Majella.

## Histoire
C'est en ce lieu que s'est implanté le premier monastère de Célestins, appelés à l'époque frères du Saint-Esprit, fondé en 1264, par Pierre de Moron.

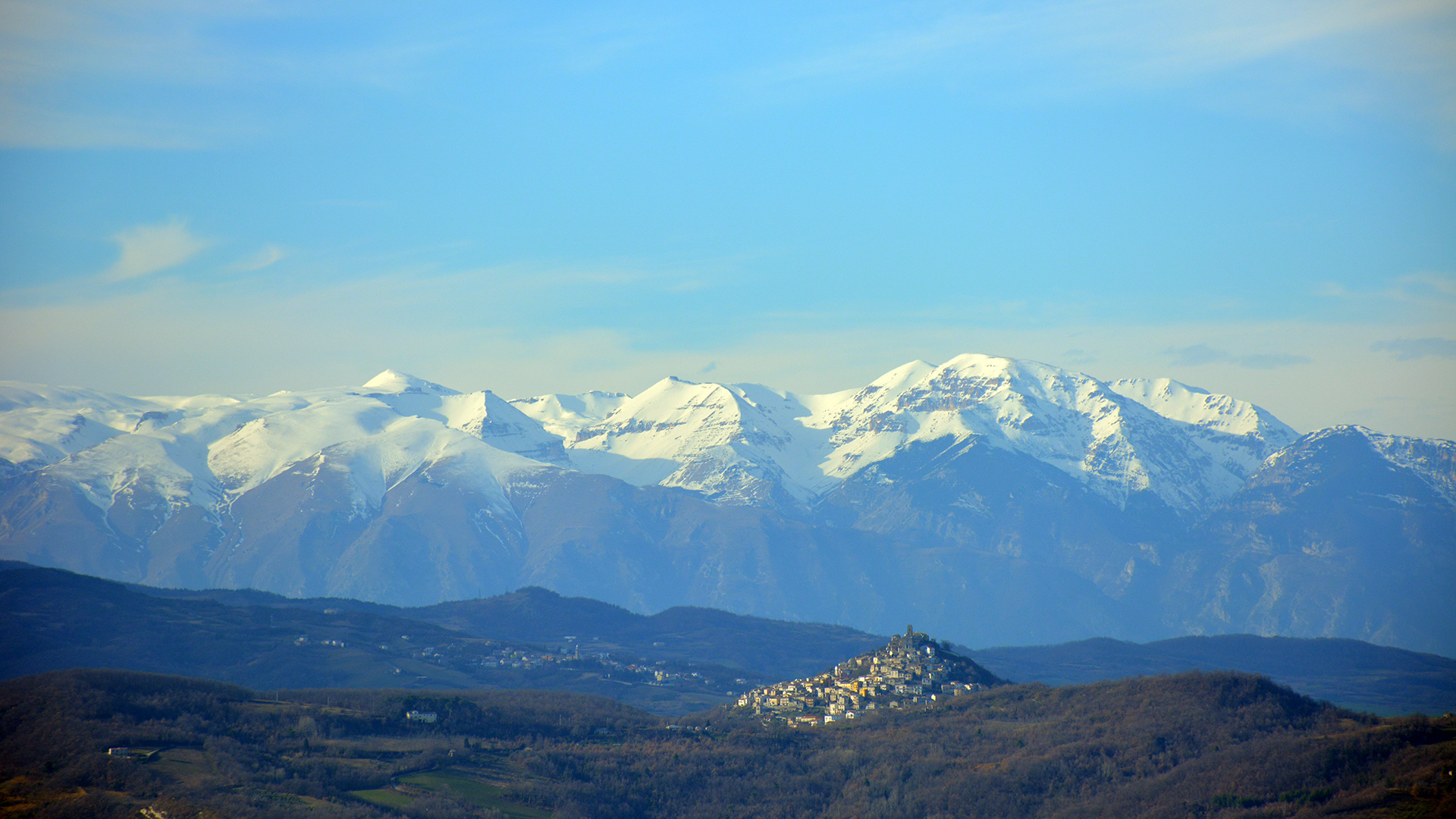
Vue de la Majella.

## Sport
Le Tour d'Italie est arrivé sept fois à la Madonnina del Blockhaus, dans la Majella.
| Année | Vainqueur d'étape  |
| ----- | ------------------ |
| 1967  | Eddy Merckx        |
| 1968  | Franco Bitossi     |
| 1972  | José Manuel Fuente |
| 1984  | Moreno Argentin    |
| 2009  | Franco Pellizotti  |
| 2017  | Nairo Quintana     |
| 2022  | Jai Hindley        |